# Kalandrinija
Kalandrinija (lat. Calandrinia), nekafa velik rod od oko šezdesetak vrsta jednogodišnjih biljaka, trajnica ili polugrmova. Danas im je broj vrstas sveden na 18., ostale su prebačene u rod Rumicastrum.
Ime je dobio po švicarskom znanstveniku Jean-Louis Calandriniju. Vrste ovog roda pripadaju porodici Montiaceae, a domovina im je Čile, zapad Sjeverne Amerike i Australija.

## Vrste
1. Calandrinia acaulis Kunth
2. Calandrinia affinis Gillies ex Arn.
3. Calandrinia alba (Ruiz & Pav.) DC.
4. Calandrinia breweri S. Watson
5. Calandrinia caespitosa Gillies ex Arn.
6. Calandrinia carolinii Hershk. & D. I. Ford
7. Calandrinia ciliata (Ruiz & Pav.) DC.
8. Calandrinia colchaguensis Barnéoud
9. Calandrinia compacta Barnéoud
10. Calandrinia filifolia Rydb.
11. Calandrinia graminifolia Phil.
12. Calandrinia jompomae Hershk.
13. Calandrinia linomimeta Diels
14. Calandrinia monandra (Ruiz & Pav.) DC.
15. Calandrinia nitida (Ruiz & Pav.) DC.
16. Calandrinia pachypoda Diels
17. Calandrinia pilosiuscula DC.
18. Calandrinia ranunculina J. M. Watson, A. R. Flores & Elvebakk